# یواس‌اس بونیتا (اس‌پی-۵۴۰)
یواس‌اس بونیتا (اس‌پی-۵۴۰) (به انگلیسی: USS Bonita (SP-540)) یک کشتی بود که طول آن ۴۶ فوت (۱۴ متر) بود.